# Cucerirea Transilvaniei de către maghiari

## Cucerirea Transilvaniei

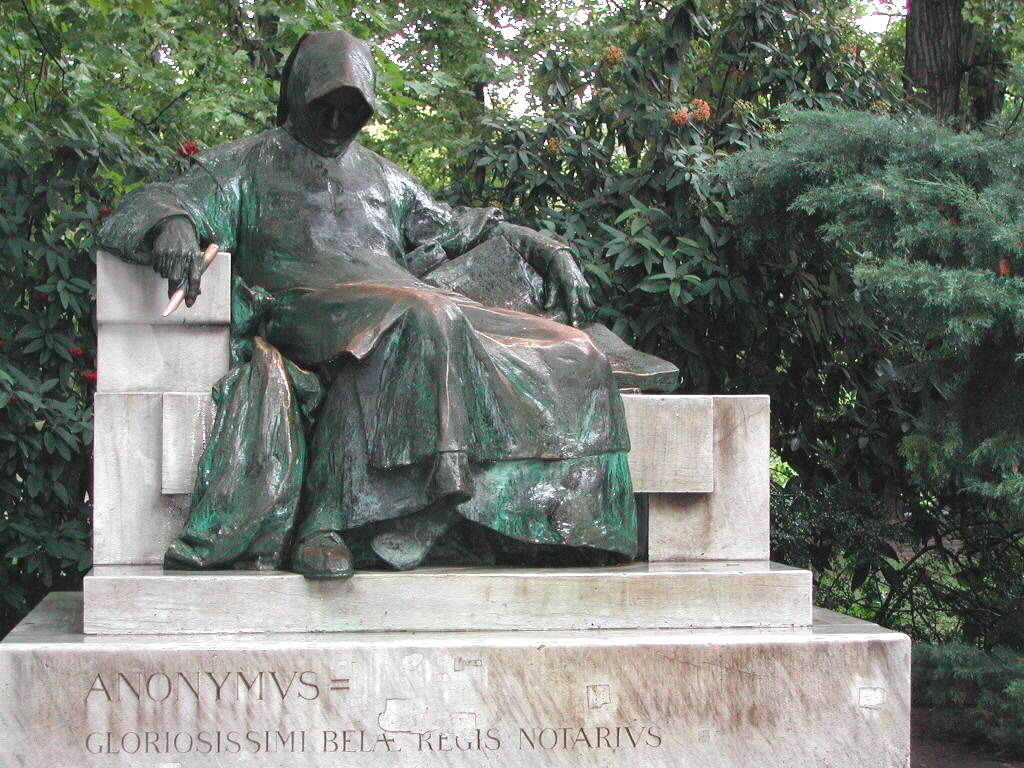
Statuia lui Anonymus din Budapesta

O cronică maghiară redactată în limba latină în a doua jumătate a secolului al XII-lea, așa numita Cronică a lui Anonymus (Faptele Ungurilor - Gesta Hungarorum), relatează câteva episoade ale primului contact al ungurilor cu spațiul transilvănean. Acesta este izvorul cel mai important care atestă structurile politice care au existat în regiune în momentul venirii ungurilor.
Când descrie pătrunderea ungurilor conduși de ducele Almos în Pannonia, cronicarul relatează că între Dunăre și Tisa stăpânea ducele Bulgariei, Kean, bunicul ducelui Salanus, și pământul era locuit de slavi și de bulgari. Între Tisa și pădurea Igfon, care ține de la Ardeal la Mureș până la râul Someș stăpânea ducele Morout, al cărui nepot era numit de către unguri Menumorout, pentru că avea mulți prieteni, iar țara lui era locuită de popoare care se numeau Cazari. Pământul situat între Mureș până la castrul Orșova era în stăpânirea ducelui numit Glad, venit de la Vidin. Într-un alt pasaj este relatată lupta cu Glad, care avea printre oștenii săi pe bulgari, pecenegi și pe români. Deci în ducatul său se afla populație românească. Urmașul lui Glad a fost Ahtum, ucis în timpul regelui Ștefan cel Sfânt. Asupra cronicii planeaza multe semne de intrebare in primul rand in ceea ce priveste autenticitatea, iar unii autori sustin ca nu are relevanta istorica. Alexandru Madgearu scrie in The Romanians in the Anonymous Gesta Hungarorum. Truth and Fiction, Centrul de Studii Transilvane (Bibliotheca Rerum Transsilvaniae, XXXIV) Cluj-Napoca, 2005 (p 21) ca sursa este tendențioasă si propagandistică. Alexandru Madgearu, Ioan Pop, Paul Robert Magocsi și mulți istorici contemporani nu recunosc autenticitatea manuscrisului.

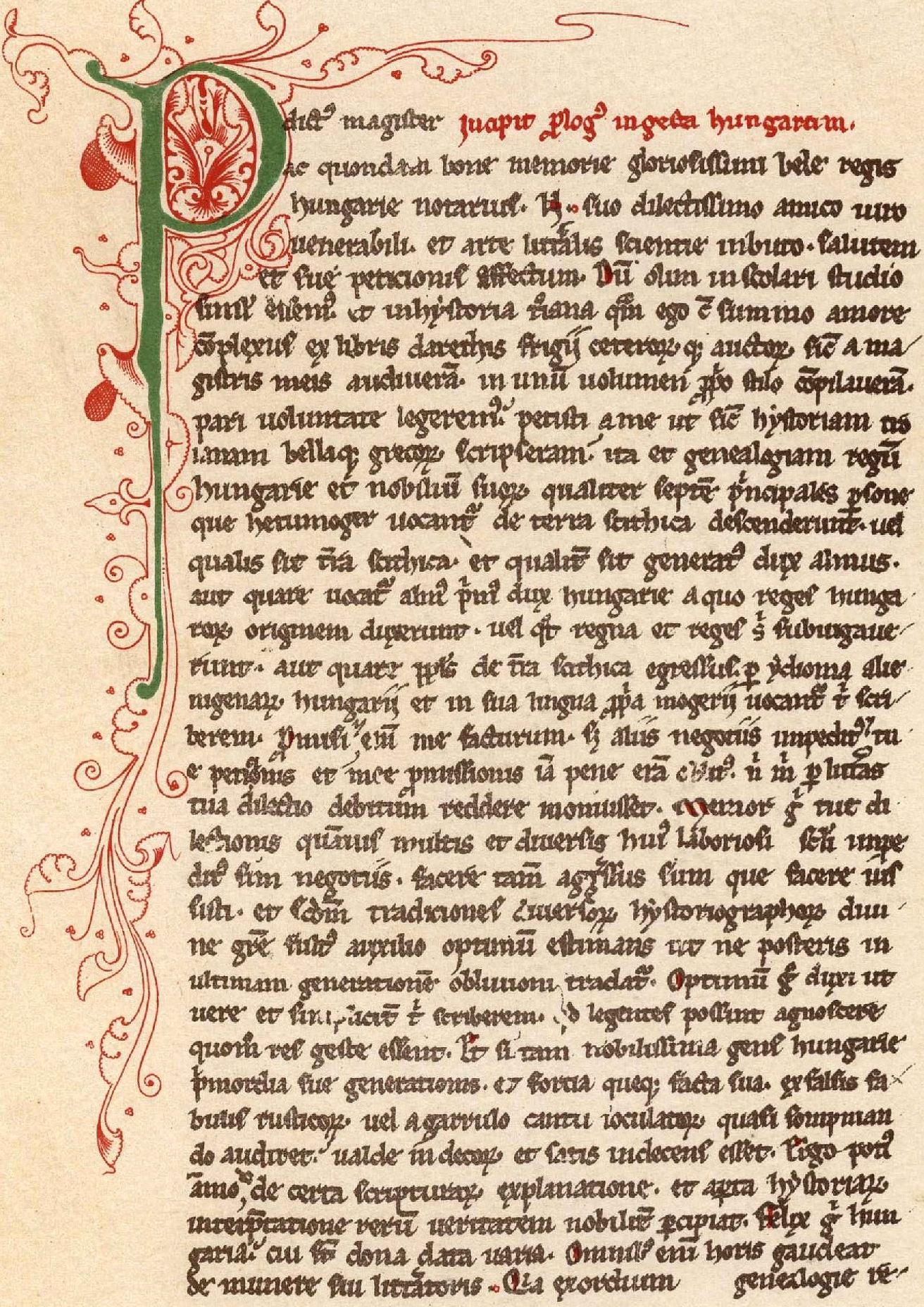
Prima pagină a manuscrisului Gesta Hungarorum

Într-un alt pasaj din cronică este reluat conflictul dintre ducele Arpad și ducele Menumorut, care avea reședința în cetatea Biharia. Arpad i-a cerut prin doi soli  pământul său, invocând dreptul strămoșului său, hunul Attila. În răspunsul său, Menumorut a respins cererea lui Arpad, afirmând că el stăpânea acea țară prin grația stăpânului său, împăratul de la Constantinopol. 
După relatarea victoriei de lângă Meseș asupra trupelor lui Menumorut, este descrisă Transilvania, țara de peste păduri. Aici stăpânea un anume Gelu, român. La cererea lui Tuhutum, a fost trimis un spion în țara lui Gelu. Acest spion a relatat la întoarcere despre bogăția țării lui Gelu, care era locuită de români și slavi (Blasii et Sclaui), care nu aveau alte arme decât arcul cu săgeți. În continuare este povestită bătălia dintre trupele maghiare și cele ale lui Gelu, ducele românilor. După victorie Tuhutum s-a stabilit în țara lui Gelu. Cronicarul menționează descendenții lui Tuhutum până la acel Gyula care a fost capturat de Ștefan cel Sfânt, când acesta a ocupat Transilvania.
Sunt relatate în continuare pierderile teritoriale ale lui Menumorut, care la un moment dat a vrut să meargă în Grecia, adică în Bizanț, după ajutoare. După alte episoade despre alte bătălii ale ungurilor în alte părți ale Pannoniei, cronicarul revine la Menumorut și la asedierea cetății Biharia. Ducele a fugit cu familia în pădurea Igfon. După cucerirea Bihariei Menumorut a trimis solie la Arpad că se supune și i-a dat fiica de soție pentru fiul său Zoltan. În anul următor Menumorut a murit fără urmași și țara sa a rămas ginerelui său. 
Este evident că dintre ducii amintiți aici - niciunul nu are titlul de voievod - doar Gelu a fost român, iar în țara sa locuiau români și slavi. Țara lui Glad era locuită de români și probabil bulgari. Despre Menumorut și Glad s-ar putea afirma mai degrabă că au o origine bulgară decât românească. 
Aceste precizări se impun într-o abordare critică a izvoarelor despre primele structuri politice cunoscute din Transilvania. Este evident că Gelu a stăpânit un stat româno-slav. În schimb, celelalte două ducate, ale lui Menumorut și ale lui Glad, se aflau fie sub suzeranitatea bulgară, fie sub cea bizantină.
Din aceeași cronică aflăm că ungurii care au ocupat țara lui Gelu au coabitat cu localnicii și abia Ștefan cel Sfânt, deci după anul 1000, a cucerit Transilvania. Ținând cont și de alte surse, inclusiv arheologice, care atestă prezența maghiarilor în unele regiuni ale Transilvaniei încă din secolul al X-lea, ca de exemplu la Cluj-Napoca și la Alba-Iulia, deci pe Someș și pe Mureș, se poate presupune că populație maghiară a pătruns în Transilvania la începutul secolului al X-lea. Conducătorii lor s-au substituit  unor conducători români și au format o structură politică în care au coabitat români, slavi și maghiari. În jurul anului 1015 această structură politică a fost ocupată de Ștefan cel Sfânt.

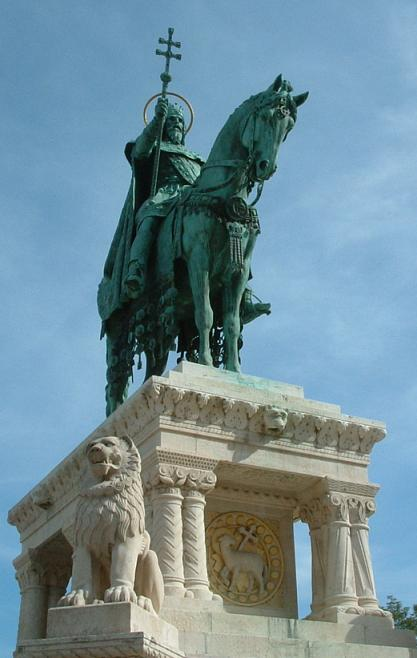
Ștefan cel Sfânt

Cucerirea Transilvaniei de către unguri s-a prelungit până către finalul secolului al XII-lea. Izvoarele scrise, cele arheologice și mai ales toponimele (cele care conțin cuvântele poartă și prisacă în special, adică marchează evoluția hotarelor) permit stabilirea următoarelor etape în cucerirea Transilvaniei: 
- circa 900: până pe cursul Someșului Mic;
- circa 1000: pe cursul râului Mureș;
- circa 1100: pe cursul râului Târnava Mare;
- circa 1150: linia râului Olt;
- circa 1200: linia Carpaților Răsăriteni și Meridionali.Al doilea voievodat menționat în secolul al Xl-lea, condus de Gyula, caracterizat ca fiind întins și foarte bogat ( Jatissimum et opulentisimum") cuprindea Podișul Transilvaniei și Munții Apuseni. Și aici existau așezări întărite la Dăbâca, Morești (pe Mureș), Moigrad și Bălgrad (Alba Iulia), iar voievodul devenise și el ortodox, lucru deloc convenabil în contextul încercărilor continue ale lui Ștefan cel Sfanț de a catoliciza țara.

Deși regii maghiari au reușit să anihileze formațiunile politice prestatale din Transilvania totuși datorită luptelor pentru tron, a anarhiei interne și a presiunilor venite din exterior nu au reușit să-și instaleze imediat stăpânirea în Transilvania-Abia în 1075 cancelaria arpadiană emite un document referitor la cetatea Turda.
După anul 1100, maghiarii încercă să organizeze Transilvania după model apusean impunând catolicismul printr-un „episcopus Ultratransilvaniae", amintit in 1111 sub numele de Simion și încercând, prin intermediul lui Mercurius „princeps Ultratransilvaniae", să înlocuiască în 1113 instituția voievodatului cu principatul. Ambele măsuri, atât cea religioasă cât și cea politico-administrativă, au avut de înfruntat opoziția populației locale. Deși nu au renunțat la ideea de catolicizare, sprijiniți fiind puternic de către papalitate, totuși au fost nevoiți să renunțe la ideea de principat. Acest lucru ni-l demonstrează menționarea în 1176 a lui „Leustachius Voyevoda", voievodul Transilvaniei, vasal al regelui Ungariei. Voievodul, ajutat de vicevoievod, avea largi privilegii și o mare autonomie față de Coroana maghiară.
Cu scopul de a apăra granițele și de a stimula dezvoltarea economică, regalitatea maghiară i-a colonizat în secolele XII-XIII, pe secui și pe sași în regiunile de graniță ale Transilvaniei. Aceștia se bucură de multiple drepturi și avantaje, și sunt organizați în scaune.
În secolul al XIII-lea, voievozii Transilvaniei profită de problemele din Ungaria pentru a încerca să se îndepărteze de aceasta. Pentru aceasta, Roland Borșa (1282,1284-1285,1288-1293) convoacă în 1288, prima Adunare obștească (Congregația generală), numește comiți și acordă privilegii. Ladislau Kan (1294-1315), în schimb, a fost un adevărat arbitru al situației din regat care, își constituie la Deva, o adevărată curte, de unde își exercită atributele de șef al unui stat autonom și încheie înțelegeri cu țări de sine stătătoare
Abia regii angevini sunt aceia care readuc Transilvania la statutul de voievodat vasal regelui Ungariei. Situația românilor din Transilvania s-a agravat în condițiile în care regii maghiari încep politica de maghiarizare și catolicizare forțată. Apartenența la o funcție a fost legată de apartenența la religia catolică.
Izvoarele istorice amintesc despre aportul populației românești din Transilvania la formarea Moldovei și a Tării Românești. în ceea ce privește Țara Românească ne este amintit „descălecatul" lui Negru Vodă din Făgăraș, la sfârșitul secolului al XIII-lea. Voievodul semilegendar Radu Negru a trecut Carpații instalându-se la Câmpulung, „descălecatul „ este urmat de întemeierea țării
Legată de Moldova este formarea unei mărci de apărare împotriva tătarilor în sec. al XIV-lea în condițiile expedițiilor maghiare antitătărești (1345-1354), regele maghiar Ludovic I a format o marcă (voievodat) de apărare în N-V Moldovei, marcă ce a fost condusă de Dragoș, un voievod maramureșan, în 1359, Bogdan, un alt voievod al românilor din Maramureș trece Carpații împreună cu oamenii săi și participă la o răscoală împotriva lui Bale (urmaș al lui Dragoș), dependent de coroana maghiară. El reușește să rupă dependența față de Ungaria, formând un alt stat românesc: Moldova.
În secolul al XV-lea s-a remarcat în mod deosebit Iancu de Hunedoara, de origine română, în condițiile în care Iancu susține candidatura la tronul Ungariei a regelui Poloniei, Vladislav al III-lea. Regele polonez, încoronat ca rege al Ungariei sub numele de Vladislav I (1440-1444), îl ridică, în 1441 pe Iancu de Hunedoara la demnitatea de Voievod al Transilvaniei și comite al Timișoarei. În această calitate el a fost unul dintre reprezentanții cei mai străluciți ai cruciadei târzii, încercând să formeze, împreună cu celelalte țări române, Țara Românească și Moldova un bastion antiotoman. Acțiunea lui de a îndepărta și alunga turcii de la hotarele Țărilor Române începe în toamna anului 1441. în octombrie, oastea sa pătrunde în Serbia și pricinuiește o gravă înfrângere beiului de Semendria. Turcii răspund cu o incursiune rapidă în Transilvania, asediază Sibiul și, la 18 martie 1442, înfrâng oastea transilvană la Sântimbru. În retragerea lor, otomanii sunt urmăriți de Iancu care își refăcuse armata și înfrânți în apropiere de Sibiu pe 22 martie.
În urma altor victorii obținute împotriva turcilor Iancu începe campaniile ofensive împotriva Imperiului otoman, în 1443, la chemarea Papei Eugeniu al IV-lea începe „Campania cea lungă", încheiată în 1444 prin victoria creștinilor, consființită prin pacea de la Seghedin, pace favorabilă creștinilor.
Tratatul de pace este rupt de creștini, în 1444,an în care s-a desfășurat „cruciada de la Varna". La 10 noiembrie 1444 victoria a fost obținută de turci. în 1445 el reia ofensiva împotriva otomanilor la Dunăre cucerind Giurgiu, arzând cetățile Turtucaia și Nicopole și asediind Silistra.
Dar cea mai mare victorie a obținut-o Iancu la Belgrad (1456), victorie de care nu s-a putut bucura deoarece a murit răpus de ciumă în tabăra de la Zemun (4 august 1456).
Trupul său a fost adus și înmormântat în catedrala catolică din Alba Iulia, iar pe piatra de mormânt au fost scrise cuvintele: „S-a stins lumina lumii".
În secolul al XVI-lea regii maghiari nu au mai putut face față Imperiului Otoman, în aceste condiții Ungaria este cucerită, drept urmare în octombrie 1541 Transilvania devine principat autonom vasal Imperiului Otoman. Acesta era condus de către un principe ales de Dietă pe care Poarta putea să-1 confirme sau nu. în 1586 devine principe al Transilvaniei Sigismund Bathory, acesta devine membru al Ligii Sfinte, legându-și numele, alături de Mihai Viteazul de luptele antiotomane de la sfârșitul secolului al XVI-lea.